# Хитири, Шалва Арчилович
Шалва Арчилович Хитири (1914 год, село Нигоити, Озургетский уезд, Кутаисская губерния, Российская империя — неизвестно, Грузинская ССР) — первый секретарь Ланчхутского райкома партии, Грузинская ССР. Герой Социалистического Труда (1949).

## Биография
Родился в 1914 году в крестьянской семье в селе Нигоити Озургетского уезда. С раннего возраста трудился в сельском хозяйстве. В последующем, получив высшее образование, трудился на различных ответственных должностях в сельском хозяйстве Грузинской ССР.
С середины 1940-х годов — первый секретарь Ланчхутского райкома партии. Занимался восстановлением сельского хозяйства в Ланчхутском районе. Благодаря его деятельности сельскохозяйственные предприятия района за короткое время в годы Четвёртой пятилетки (1946—1950) достигли довоенного уровня производства чайного листа. За высокие трудовые показатели в целом по району по итогам 1947 года был награждён Орденом Ленина.
В 1948 году обеспечил перевыполнение в целом по району планового сбора урожая чайного листа на 25,1 %. Указом Президиума Верховного Совета СССР от 3 июля 1950 удостоен звания Героя Социалистического Труда за «получение высоких урожаев сортового зелёного чайного листа и цитрусовых плодов в 1948 году» с вручением ордена Ленина и золотой медали «Серп и Молот» (№ 4567).
Этим же указом званием Героя Социалистического Труда были награждены председатель Ланчхутского райисполкома Христофор Эрастиевич Манцкава, заведующий районным отделом сельского хозяйства Илья Калистратович Чхартишвили, главный районный агроном Григорий Григорьевич Хундадзе и 9 тружеников различных колхозов Ланчхутского района.
За высокие трудовые показатели в целом по району по итогам 1950 года был награждён третьим Орденом Ленина.
Дальнейшая судьба неизвестна.
Награды
- Герой Социалистического Труда
- Орден Ленина — трижды (21.02.1948; 1949; 14.11.1951)